# Ujungpendokjaya
Ujungpendokjaya is een bestuurslaag in het regentschap Indramayu van de provincie West-Java, Indonesië. Ujungpendokjaya telt 1879 inwoners (volkstelling 2010).